# Прахов, Адриан Викторович
Адриа́н Ви́кторович Пра́хов (4 [16] марта 1846, Мстиславль, Могилёвская губерния — 1 [14] мая 1916, Ялта) — русский историк искусства, археолог и художественный критик. Заслуженный профессор Санкт-Петербургского университета.

## Биография
Родился в Мстиславле Могилёвской губернии 4 (16) марта 1846 года.
С серебряной медалью окончил в 1863 году 3-ю Санкт-Петербургскую гимназию и поступил на историко-филологический факультет Санкт-Петербургского университета, окончив курс со степенью кандидата в 1867 году. Одновременно он посещал занятия в Академии художеств, копировал картины старых мастеров в Эрмитаже. 
В 1868 году был назначен хранителем Музея изящных искусств и древностей и командирован за границу для приготовления к занятию университетской кафедры истории изящных искусств. В Мюнхене слушал лекции Г. Ф. Брунна и других учёных и занимался памятниками древнегреческого искусства, собранными в Мюнхенской глиптотеке, а затем посетил Париж, Лондон, Берлин и Вену, а также города Италии, изучая древние и современные художественные произведения; был избран в действительные члены «Instituto di correspondenza archeologica» (впоследствии — Германский археологический институт). В Италии (где он неоднократно встречался со стажировавшимися там русскими художниками) состоялось его знакомство с С. И. Мамонтовым.
По возвращении на родину в 1873 году за диссертацию «О реставрации группы восточного фронтона Эгинского храма в Афинах», получив степень магистра, был избран в доценты Санкт-Петербургского университета. С 1875 по 1887 год, кроме университетских лекций, в должности профессора истории изящных искусств он преподавал античное искусство в Академии художеств. В 1879 году, после защиты диссертации «Зодчество древнего Египта», получил степень доктора. В 1875—1878 годах редактировал художественный отдел иллюстрированного журнала «Пчела». 
После этого изучал древние памятники искусства в России христианского периода, в 1880—1882 гг. исследовал и срисовал остатки мозаики и стенной живописи в Софийском соборе и фрески Кирилловской церкви в Киеве, для их реставрации пригласил Михаила Врубеля.
С 1881 года по приглашению А. С. Уварова участвовал в разработке интерьеров Исторического музея в Москве; им, в частности, были выполнены копии мозаик Киевского Софийского собора и Златоверхого Михайловского монастыря для залов № 7 и № 8, посвящённых истории Древней Руси.
В 1881—1882 годах путешествовал по Египту, Палестине, Сирии, Греции и Европейской Турции, в 1886 году занимался исследованием Успенского собора в Владимире-Волынском и некоторых других древних храмов Волыни, в 1886—1887 гг. вторично ездил в Италию и на Восток, в 1887 году открыл и скопировал любопытные фрески в церкви Михайловского Златоверхого монастыря в Киеве и в том же году перешёл из Санкт-Петербургского университета в Киевский университет на кафедру истории изящных искусств, которую и занимал до 1897 года.
С 1885 года ему было поручено общее руководство внутренней отделкой новосооружённого Владимирского собора в Киеве, причём для исследования византийской архитектурной традиции он осуществил последовательно две поездки в восточные страны. Привлёк для росписей собора В. М. Васнецова и М. В. Нестерова. Сам Прахов, осуществляя общее художественное руководство проектом, исполнил проекты на все мраморные и бронзовые работы, некоторые орнаментальные и мебельные. В 1896 году был занят устройством, по собственному рисунку, драгоценной раки для мощей св. Феодосия Углицкого, в Чернигове. 
В 1897 году возвратился на свою прежнюю кафедру в Санкт-Петербургском университете. В декабре 1898 года ему было присвоено звание заслуженного профессора; в сентябре 1900 года он был выведен за штат, но продолжал вести учебные занятия до 1905 года и числился профессором историко-филологического факультета вплоть до своей смерти.
В 1900–1907 годах он также читал специализированные курсы по истории искусства на Бестужевских курсах.
В 1899 году был приглашён для создания проекта Храма Святого Духа в Талашкино, однако созданный им проект был отвергнут.
В 1874 году стал действительным членом Императорского Русского археологического общества. В начале 1890-х годов выступил одним из инициаторов создания Русского археологического института в Константинополе.
С 1904 по 1907 год был редактором журнала «Художественные сокровища России». В 1910 году участвовал в работе Всероссийского кустарного съезда.
Умер в Ялте 5 (18) мая 1916 года (или 1 мая).

### Переводы
- История Греции / [Соч.] Д-ра Г. Ф. Герцберга, проф. Галльск. ун-та. [Вып. 1]—2. — Санкт-Петербург: Н. Фену и К°, 1881—1882. — 2 т.; [Вып. 1] / Пер. с нем. А. В. Прахова, доц. Имп. С.-Петерб. ун-та. — 1881. — [4], 656, VIII с., 15 л. ил., карт.

## Семья

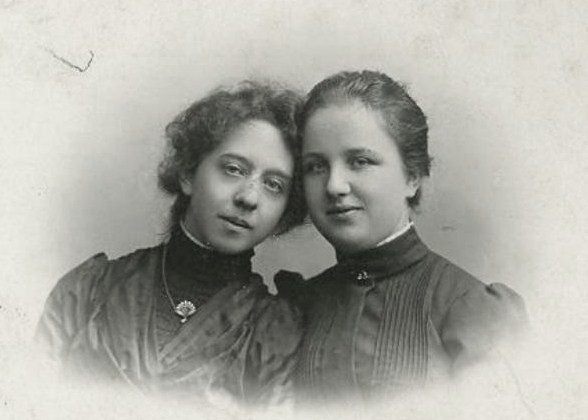
Елена Адриановна и Ольга Адриановна

- Жена — Прахова, Эмилия Львовна (1849—1926) — пианистка, ученица Ф. Листа. Содержала салон, который посещали люди искусства, которые работали над оформлением Владимирского собора.
- Сын — Прахов, Николай Адрианович (1873—1957) — художник и искусствовед.
- Дочь — Прахова, Ольга Адриановна, в браке Алябьева
- Дочь — Прахова, Елена Адриановна

## Память
В Киеве на доме на углу улиц Владимирская (дом № 11) и Большая Житомирская, в честь профессора А. В. Прахова была установлена мемориальная доска работы скульптора Натальи Дерегус.